# Catechesi tradendae
Catechesi tradendae − posynodalna adhortacja papieża Jana Pawła II z 1979 roku.
Papież podpisał adhortację 16 października 1979 dokładnie w pierwszą rocznicę swojego wyboru na Stolicę Piotrową. Jest ona owocem prac synodu biskupów zwołanego jeszcze przez papieża Pawła VI w październiku 1977. Synod ten poświęcony był w całości sprawom katechezy w Kościele.
Ojcowie synodalni, czerpiąc z nauczania Soboru Watykańskiego II, zajęli się problemami odnowy katechezy w aspekcie doktrynalnym, biblijnym, liturgicznym, moralno-egzystencjalnym, eklezjalnym i dydaktyczno-pedagogicznym. Przedstawicielami polskiego Kościoła na tym synodzie byli: arcybiskup krakowski kardynał Karol Wojtyła (w funkcji sekretarza specjalnego), arcybiskup Jerzy Stroba, biskup Edward Materski, ks. Jan Charytański, ks. Mieczysław Majewski oraz Marian Jakubiec. Pokłosiem polskiego wkładu w prace synodu, a w związku z tym w późniejszą redakcję tekstu adhortacji, było umiejscowienie katechezy w parafii jako jej podstawowym i najważniejszym środowisku (katecheza a życie sakramentalne w rodzinie).
Dokument papieski składa się ze wstępu, dziewięciu rozdziałów i zakończenia. Pełny tytuł dokumentu:

Adhortacja Apostolska Ojca Świętego Jana Pawła II - O katechizacji w naszych czasach (Catechesi tradendae). Do biskupów, kapłanów i wiernych całego Kościoła Katolickiego

## Główne tematy
- Inkulturacja katechezy - dostosowywanie do zmieniających się czasów
- Geografia katechezy - dostosowanie do warunków regionalnych i lokalnych
- Integralność orędzia czerpanego z Biblii i nauki Kościoła
- Użycie nowoczesnych środków komunikacji w katechezie
- Katecheza a ewangelizacja
- Pluralizm miejsc i rodzajów katechezy